# Iphiaulax laeviusculus
Iphiaulax laeviusculus är en stekelart som beskrevs av Szepligeti 1906. Iphiaulax laeviusculus ingår i släktet Iphiaulax och familjen bracksteklar. Inga underarter finns listade i Catalogue of Life.